# A+ (lenguaje de programación)
A+ es un lenguaje de programación matriz que desciende del lenguaje de programación  A, que a su vez fue creado para sustituir a APL en 1988.  Arthur Whitney desarrolló la parte de "A" de A+, mientras otros desarrolladores como Morgan Stanley lo ampliaban, añadiéndole una interfaz gráfica de usuario y otras características del lenguaje. A+ fue diseñado para aplicaciones numéricas intensivas, especialmente operaciones financieras. A+ funciona en distintas variantes de Unix, incluyendo Linux. A+ es un lenguaje de programación de alto nivel, interactivo e interpretado.
A+ dispone de un amplio conjunto de funciones y operadores, una interfaz gráfica de usuario con sincronización automática de variables y widgets. Ejecución asincrónica de funciones asociadas con variables y eventos, carga dinámica de subrutinas de usuario compiladas y otras características. Una nueva interfaz gráfica aún no ha sido adaptada a todas las plataformas.
A+ implementa los siguientes cambios del lenguaje APL:
- Una función de A+ puede tener hasta nueve parámetros formales.
- Las declaraciones de código A+ están separadas por punto y coma. Por lo que una sola declaración puede ser dividida en dos o más líneas físicas.
- El resultado explícito de una función u operador es el resultado de la última instrucción ejecutada.
- A + implementa un objeto llamado dependencia que es una variable global (la variable dependiente) y una definición asociada que es como una función sin argumentos. Los valores se pueden establecer explícitamente y se hace referencia en exactamente la misma forma que para una variable global, pero también se puede establecer a través de la definición asociada.

Un desarrollo interactivo de A+ se realiza principalmente en el editor XEmacs, a través de extensiones para editor. Debido a que el código A+ utiliza los símbolos APL originales, para mostrar A+ se requiere una fuente con los caracteres especiales, una fuente llamada "Kapl" que se ofrece en el sitio web con este objetivo.
Arturo Whitney llegó a crear el lenguaje K, un lenguaje matriz propietario. Al igual que J, K omite el juego de caracteres APL. No tiene por qué algunas de las complejidades percibidas de A+, como la existencia de estados y dos modos diferentes de sintaxis.